# Julius Jüthner
Julius Jüthner, né à Prague le 25 juin 1866 et mort à Vienne le 17 décembre 1945, est un philologue classique et archéologue autrichien. 

## Biographie
Julius Jüthner naît à Prague le 25 juin 1866 dans le foyer d'Adolf Jüthner et de Marie Horeschovsky. De 1884 à 1889, il étudie la philologie classique, l'archéologie et l'épigraphie à l'Université Charles de Prague. Après avoir terminé son diplôme d'enseignant en latin et en grec en 1890, il obtient le 12 décembre 1891 à Prague son doctorat "sub auspiciis Imperatoris" ("sous les auspices de l'Empereur").
De 1891 à 1894, Julius Jüthner travaille comme boursier et assistant à la chaire d'archéologie de l'Université de Vienne, où il approfondit ses études avec l'archéologue Otto Benndorf et l'historien ancien Eugen Bormann. Par la suite, de 1894 à 1896, il effectue des voyages d'études à travers l'Italie, la Grèce et l'Asie Mineure, où il prend contact avec divers chercheurs ainsi qu'avec l'Institut archéologique allemand. En 1897, il participe à la campagne de fouilles de l'Institut archéologique autrichien à Ephèse ainsi qu'à une expédition de recherche en Pisidie. La même année, il reçoit son habilitation en philologie classique à l'Université Charles de Prague. Il travaille alors comme privat-docent dans la même université. 
En 1898, Julius Jüthner est nommé professeur ordinaire de philologie classique à l'Université de Fribourg. La même année, il épouse Olga Nitsche à Vienne. En 1902, il participe à une expédition à travers la Lycaonie, l'Isaurie, la Pisidie et la Pamphylie orientale. En 1903, il est nommé professeur à l'Université de Czernowitz. 
En 1912, Julius Jüthner est nommé professeur à l'Université d'Innsbruck, où il demeure actif dans l'enseignement et la recherche jusqu'à sa retraite en 1936. La Première Guerre mondiale influence la rédaction d'un de ses principaux ouvrages, Hellenen und Barbaren, ainsi qu'il l'indique dans sa préface. À la suite du décès de sa première épouse en 1917, Julius Jüthner se remarie en 1929 avec Ernestine Wolf. Un an après sa retraite, en 1937, il s'installe à Vienne, où il se consacre entièrement à ses travaux de recherche. Il meurt le 17 décembre 1945 à l'âge de 79 ans. 
Selon sa vision de la science, Julius Jüthner combine les approches de diverses disciplines scientifiques pour ouvrir ses sujets de recherche. Il se consacre particulièrement au sport antique à travers sa tradition littéraire et archéologique. En raison de son travail sérieux sur l'histoire du sport, il est considéré comme l'une des raisons pour lesquelles l'histoire du sport de langue allemande a pu gagner une reconnaissance mondiale à un stade précoce. 
Julius Jüthner était membre correspondant de l'Académie des sciences de Vienne (dès 1920), des instituts archéologiques allemand et autrichien et de la Gesellschaft zur Förderung deutscher Wissenschaft, Kunst und Literatur in Böhmen.

## Publications

### Auteur
- Julius Jüthner, Über antike Turngeräthe, Wien, Alfred Hölder, 1896 (lire en ligne).
- Julius Jüthner, Der "Gymnastikos" des Philostratos : eine textgeschichtliche und textkritische Untersuchung, Wien, C. Gerold, 1902.
- Julius Jüthner, Fritz Knoll, Karl Patsch et Henri Swoboda, Vorläufiger Bericht über eine archäologische Expedition nach Kleinasien, unternommen im Auftrage der Gesellschaft zur Förderung deutscher Wissenschaft, Kunst und Literatur in Böhmen, Prague, J. Koch, 1903.
- Julius Jüthner, Hellenen und Barbaren, Leipzig, Dieterich'sche Verlagsbuchhandlung, 1923 (lire en ligne).
- Julius Jüthner, Körperkultur im Altertum, Jena, Verlag von Gustav Fischer, 1928.

### Éditeur et traducteur
- Philostrate d'Athènes (trad. Julius Jüthner), Über Gymnastik, Leipzig, B. G. Teubner, 1909 (lire en ligne).